# Yoshi’s Island DS
Yoshi’s Island DS – komputerowa gra platformowa wyprodukowana przez Artoon i wydana przez Nintendo. Produkcja została wydana 13 listopada 2006 roku na Nintendo DS. Jest to kontynuacja gry Super Mario World 2: Yoshi’s Island na konsolę SNES z 1995 roku.